# Czerwona Zoria (rejon bogoduchowski)
Czerwona Zoria (ukr. Червона Зоря) – wieś na Ukrainie, w obwodzie charkowskim, w rejonie bogoduchowskim. W 2001 liczyła 18 mieszkańców, spośród których 8 posługiwało się językiem ukraińskim, a 10 rosyjskim.